# Ålandstidningen

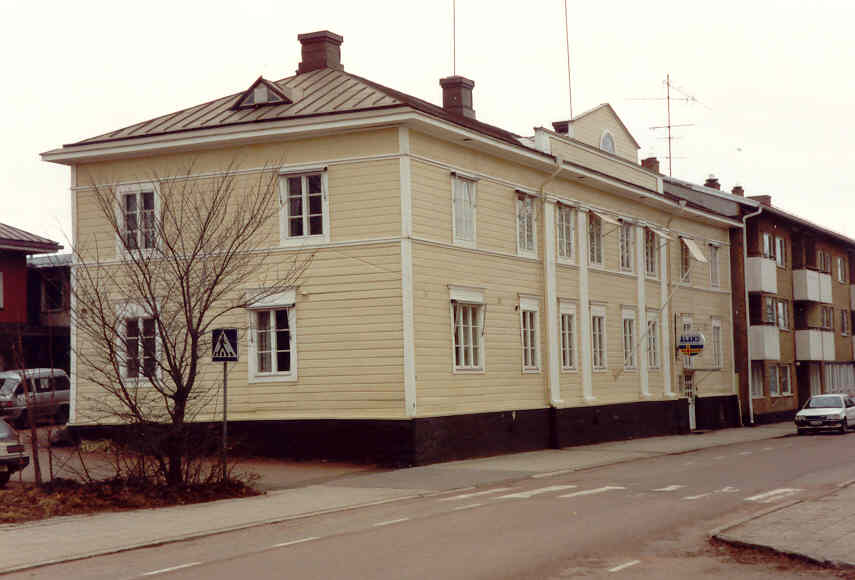
Tidningens tidigare redaktionshus på Strandgatan 16 i Mariehamn. Byggnaden revs 2004.

Ålandstidningen (även kallad Åland) är Ålands äldsta och största dagstidning. Den grundades 1891 av Julius Sundblom och ges ut av Ålands Tidnings-Tryckeri Ab. Sedan 2007 har tidningen utkommit sex dagar i veckan (måndag–lördag) med en kontrollerad upplaga på 7 871 exemplar.

## Historia
Julius Sundblom grundade Ålandstidningen 1891. Han kom senare att spela en central roll i Ålandsfrågan, där han verkade för att Åland skulle återförenas med Sverige. Hans son, Bror Sundblom, var tidningens chefredaktör från 1951 till 1975.
Under 1960-talet började Ålandstidningen publicera en mer konfrontatorisk journalistik. Den väckte både uppskattning och kritik i det åländska samhället. Tidningen var länge Ålands enda, men situationen förändrades i början av 1980-talet.
År 1981 avskedades chefredaktören Hasse Svensson tillsammans med en stor del av redaktionen efter en konflikt med ägaren. De bildade därefter en ny tidning, Nya Åland, som började ges ut samma år. Sedan dess har de två dagstidningarna funnits parallellt, men Ålandstidningen har fortsatt att vara den största sett till upplaga och räckvidd.